# تلعادة
تلعادة قرية سورية تتبع ناحية الدانا في منطقة حارم في محافظة إدلب. بلغ عدد سكانها 5599 نسمة في عام 2004 حسب إحصاء المكتب المركزي للإحصاء.